# Desaparición de Jason Jolkowski
Jason Jolkowski (Grand Island, Nebraska; 24 de junio de 1981) fue un joven estadounidense que desapareció el 13 de junio de 2001 cuando se dirigía a su antiguo instituto para encontrarse con una compañera de trabajo para ir juntos al mismo. Tras su desaparición, los padres de Jolkowski promovieron con éxito la "Ley de Jason", una base de datos estatal para personas desaparecidas en Nebraska.

## Antecedentes
Jason Jolkowski nació el 24 de junio de 1981 en Grand Island, en el estado de Nebraska. En el momento de su desaparición, Jolkowski vivía en casa de sus padres en la calle 48 con Bedford, en el barrio Benson de Omaha. Estudiaba a tiempo parcial en el programa de radiodifusión del Iowa Western Community College, en la vecina ciudad de Council Bluffs (Iowa), a la que solo les separa el curso del río Misuri, y trabajaba en un restaurante local, Fazoli's. Se informó de que planeaba convertirse en DJ de la emisora KIWR. La madre de Jolkowski lo describió como "tímido", "un chico tranquilo" con sólo "un pequeño puñado de amigos".

## Desaparición
El miércoles 13 de junio de 2001, Jolkowski fue llamado a trabajar temprano. Inicialmente pensó ir andando a su puesto de trabajo, situado a más de 6,4 km de distancia, porque su coche estaba en un taller mecánico, pero al final acordó con una compañera que le llevara. Como Jolkowski tenía problemas para dar indicaciones, acordó que se encontraran en el instituto Benson, al que él y su compañera de trabajo habían asistido anteriormente. El instituto estaba a apenas 800 metros de su casa.
A las 10:45 de la mañana, Jolkowski fue visto por última vez por un vecino, que lo vio ayudando a su hermano menor a sacar los cubos de basura de la acera de vuelta a la casa. Menos de una hora más tarde, entre las 11:15 y las 11:30, su compañera de trabajo llamó a su casa diciendo que no se había presentado en Benson High para ir al trabajo. Desde entonces, no se ha vuelto a saber nada de Jolkowski. Poco después de su desaparición, se comprobaron las cámaras de seguridad del instituto, pero en ninguna de ellas aparecía Jolkowski llegando al mismo.
Un oficial de policía que investigaba su desaparición lo consideró "el caso más desconcertante" que había visto en treinta años. A fecha de 2023, el Departamento de Policía de Omaha sigue investigando el caso.

## Impacto
Los padres de Jolkowski crearon el Proyecto Jason en su honor para ayudar a las familias a superar la desaparición de un ser querido. En 2005, tras la presión ejercida por sus padres, la Legislatura de Nebraska aprobó la "Ley Jason", que establece una base de datos estatal sobre personas desaparecidas. Kelly Jolkowski, la madre de Jason, recibió más tarde el premio Volunteer for Victims del fiscal general de Estados Unidos Eric Holder en 2010 y el premio Nebraska Governor's Points of Light en 2014 en reconocimiento a su labor de apoyo a las familias de personas desaparecidas.